# Jean Rigoleu
Jean Rigoleu oder Rigoleuc (geb. 24. September 1596 in Quintin; gest. 2. Februar 1658 in Vannes) war ein französischer Jesuit.

## Leben und Werk
Jean Rigoleu wurde 1596 in Quintin, einer kleinen Stadt im Bistum Saint-Brieuc in der Bretagne, geboren. Er wurde 1627 zum Priester geweiht und verfasste unter anderem die Doctrine spirituelle du Père Louis Lallemant (Geistliche Lehre des Pater Louis Lallemand), die von dem französischen Theologen Pierre Champion (1632–1701) veröffentlicht wurde.
Papst Franziskus bemerkte im Jahr 2013 in einem Interview mit seinem Ordensbruder Antonio Spadaro über sich selbst, dass er (im Jesuitenorden) der mystischen Strömung Louis Lallements nahestehe.

## Schriften
- Pierre Champion: La Vie du Père Jean Rigoleu de la Compagnie de Jésus, avec ses Traités de Dévotion & ses Lettres spirituelles. Pierre Valfray, Lyon, 1739. Quatrième Édition revûë, corrigée & augmentée." Digitalisat (Die 1686 zum ersten Mal in Paris erschienene Biographie wurde vom Autor dem Bischof Louis-Marcel de Coëtlogon gewidmet.)
- Vom inneren Leben. Aus der Lehre von Louis Lallement / [Rigoleuc]. Eingel., ausgew. u. übers. von Berta Kiesler. Luzern: Rex-Verl. 1946 (La Doctrine spirituelle du P. Louis Lallemant; dt.)